# Liste der Amphibien und Reptilien Österreichs
Die Liste der Amphibien und Reptilien Österreichs enthält die in Österreich von Natur aus vorkommenden Amphibien- und Reptilien-Arten. Es werden 20 Amphibienarten und 14 Reptilienarten aufgelistet. Sämtliche Arten sind geschützt und stehen auf der nationalen Roten Liste.
Das österreichische Umweltbundesamt gibt den RL-Status in der Roten Liste gefährdeter Tierarten an. In Österreich wurde im Jahr 2007 der Gefährdungsstatus der Amphibien und Reptilien zuletzt evaluiert. Bei der IUCN und in der Roten Liste Österreichs gibt es folgende Gefährdungsstatus:
| Status | IUCN                                                  | Rote Liste Österreich |
| ------ | ----------------------------------------------------- | --- |
|        | ausgestorben (engl. extinct)                          | Ein Taxon gilt als ausgestorben, wenn kein begründeter Zweifel besteht, dass das letzte Individuum tot ist. Ein Taxon gilt aus ausgestorben, wenn erschöpfende Erhebungen im bekannten oder vermuteten Lebensraum, zu geeigneten Tages- und Jahreszeiten über das gesamte ehemalige Verbreitungsgebiet keine Individuennachweise erbrachten. Die Erhebungen sollten sich über einen Zeitrahmen erstrecken, die dem Lebenszyklus und Lebensformtyp des Taxons angemessen ist. |
|        | in der Natur ausgestorben (engl. extinct in the wild) | Es gibt lediglich Individuen in Kultur, in Gefangenschaft oder in eingebürgerten Populationen außerhalb des natürlichen Verbreitungsgebietes. |
| 0RE    | regional ausgestorben (engl. regionally extinct)      | Ein Taxon gilt als regional ausgestorben, wenn kein begründeter Zweifel besteht, dass das letzte fortpflanzungsfähige Individuum in Österreich tot oder verschwunden ist, oder, im Falle einer früheren Gastart, Individuen das österreichische Gebiet nicht mehr aufsuchen. |
|        | vom Aussterben bedroht (engl. critically endangered)  | 50 % Aussterbenswahrscheinlichkeit in 10 Jahren oder 3 Generationen (maximal 100 Jahre). |
|        | stark gefährdet (engl. endangered)                    | 20 % Aussterbenswahrscheinlichkeit in 20 Jahren oder 5 Generationen (maximal 100 Jahre). |
|        | gefährdet (engl. vulnerable)                          | 10 % Aussterbenswahrscheinlichkeit in 100 Jahren. |
|        | potenziell gefährdet (engl. near threatened)          | Weniger als 10 % Aussterbenswahrscheinlichkeit in 100 Jahren, aber negative Bestandsentwicklung und hohe Aussterbensgefahr in Teilen des Gebietes. |
|        | nicht gefährdet (engl. least concern)                 | Weniger als 10 % Aussterbenswahrscheinlichkeit in 100 Jahren, weitere Attribute wie unter NT treffen nicht zu. |
|        | ungenügende Datengrundlage (engl. data deficient)     | Die vorliegenden Daten lassen keine Einstufung in die einzelnen Kategorien zu. |
|        | nicht beurteilt (engl. not evaluated)                 | Die Art wurde nicht eingestuft. |

In der Roten Liste der gefährdeten Tierarten Österreichs aus dem Jahr 2007 kommt auch der Teichfrosch (Pelophylax „esculentus“) mit Gefährdungsstatus „NT“ vor, von dem es keinen IUCN-Eintrag gibt. Er ist aus Hybridisierung vom Kleinen Wasserfrosch und Seefrosch entstanden.
Zusätzlich zu den gelisteten Arten werden auch in Österreich weitere Amphibien- und Reptilienarten gefunden, die hier vom Menschen, zeitweise oder dauerhafter, angesiedelt worden sind. Diese sind in der Liste nicht enthalten.
Die folgende Tabelle zeigt für jede Amphibien- und Reptilienart Österreichs, sofern vorhanden, ein Bild und das Verbreitungsgebiet. Zusätzlich werden die deutschen Namen, die wissenschaftlichen Namen, die Erstbeschreiber (Autoren), die Wikidata-Links (die farbigen Balken) und die Gefährdungsstatus der IUCN bzw. des österreichischen Umweltbundesamts angegeben. Bei den Froschlurchen wird auch, wenn vorhanden, eine Hörprobe angegeben, in der man das Quaken der jeweiligen Art hören kann.

## Amphibien– Lissamphibia
| Bild                                               | deutscher Name                                           | wissenschaftlicher Name und Autor                                                         | Verbreitungsgebiet                        | IUCN-RL | RL-Status |
| -------------------------------------------------- | -------------------------------------------------------- | ----------------------------------------------------------------------------------------- | ----------------------------------------- | ------- | --------- |
| Ordnung: Schwanzlurche (Caudata)                   |                                                          |                                                                                           |                                           |         |           |
| Familie: Echte Salamander (Salamandridae)          |                                                          |                                                                                           |                                           |         |           |
| weitere Bilder                                     | Feuersalamander                                          | Salamandra salamandra (Linnaeus, 1758)                                                    | Verbreitungskarte Salamandra salamandra   | [ 4 ]   | NT        |
| weitere Bilder                                     | Alpensalamander                                          | Salamandra atra Laurenti, 1768                                                            | Verbreitungskarte Salamandra atra         | [ 5 ]   | NT        |
| weitere Bilder                                     | Bergmolch, Alpenmolch                                    | Ichthyosaura alpestris, Syn.: Triturus alpestris (Laurenti, 1768)                         | Verbreitungskarte Ichthyosaura alpestris  | [ 6 ]   | NT        |
| weitere Bilder                                     | Nördlicher Kammmolch, Kammmolch                          | Triturus cristatus (Laurenti, 1768)                                                       | Verbreitungskarte Triturus cristatus      | [ 7 ]   | EN        |
| weitere Bilder                                     | Alpen-Kammmolch, Alpenkammmolch, Italienischer Kammmolch | Triturus carnifex (Laurenti, 1768)                                                        | Verbreitungskarte Triturus carnifex       | [ 8 ]   | VU        |
| weitere Bilder                                     | Donau-Kammmolch, Donaukammmolch                          | Triturus dobrogicus (Kiritzescu, 1903)                                                    | Verbreitungskarte Triturus dobrogicus     | [ 9 ]   | EN        |
| weitere Bilder                                     | Teichmolch                                               | Lissotriton vulgaris, Syn.: Triturus vulgaris (Linnaeus, 1758)                            | Verbreitungskarte Lissotriton vulgaris    | [ 10 ]  | NT        |
| Ordnung: Froschlurche (Anura)                      |                                                          |                                                                                           |                                           |         |           |
| Familie: Unken und Barbourfrösche (Bombinatoridae) |                                                          |                                                                                           |                                           |         |           |
| weitere Bilder                                     | Rotbauchunke, Tieflandunke, Feuerkröte                   | Bombina bombina (Linnaeus, 1761)                                                          | Verbreitungskarte Bombina bombina         | [ 11 ]  | VU        |
| weitere Bilder                                     | Gelbbauchunke, Bergunke                                  | Bombina variegata (Linnaeus, 1758)                                                        | Verbreitungskarte Bombina variegata       | [ 12 ]  | VU        |
| Familie: Pelobatidae                               |                                                          |                                                                                           |                                           |         |           |
| weitere Bilder                                     | Knoblauchkröte                                           | Pelobates fuscus (Laurenti, 1768)                                                         | Verbreitungskarte Pelobates fuscus        | [ 13 ]  | EN        |
| Familie: Kröten (Bufonidae)                        |                                                          |                                                                                           |                                           |         |           |
| weitere Bilder                                     | Erdkröte                                                 | Bufo bufo (Linnaeus, 1758)                                                                | Verbreitungskarte Bufo bufo               | [ 14 ]  | NT        |
| weitere Bilder                                     | Kreuzkröte                                               | Epidalea calamita, Syn.: Bufo calamita (Laurenti, 1768)                                   | Verbreitungskarte Epidalea calamita       | [ 15 ]  | CR        |
| weitere Bilder                                     | Wechselkröte                                             | Bufotes viridis, Syn.: Bufo viridis (Laurenti, 1768)                                      | Verbreitungskarte Bufotes viridis         | [ 16 ]  | VU        |
| Familie: Laubfrösche (Hylidae)                     |                                                          |                                                                                           |                                           |         |           |
| weitere Bilder                                     | Europäischer Laubfrosch                                  | Hyla arborea (Linnaeus, 1758)                                                             | Verbreitungskarte Hyla arborea            | [ 17 ]  | VU        |
| Familie: Echte Frösche (Ranidae)                   |                                                          |                                                                                           |                                           |         |           |
| weitere Bilder                                     | Moorfrosch                                               | Rana arvalis Nilsson, 1842                                                                | Verbreitungskarte Rana arvalis            | [ 18 ]  | VU        |
| weitere Bilder                                     | Springfrosch                                             | Rana dalmatina Fitzinger in Bonaparte, 1839                                               | Verbreitungskarte Rana dalmatina          | [ 19 ]  | NT        |
| weitere Bilder                                     | Grasfrosch                                               | Rana temporaria (Linnaeus, 1758)                                                          | Verbreitungskarte Rana temporaria         | [ 20 ]  | NT        |
| weitere Bilder                                     | Kleiner Wasserfrosch, Kleiner Teichfrosch, Tümpelfrosch  | Pelophylax lessonae, Syn.: Rana lessonae (Camerano, 1882)                                 | Verbreitungskarte Pelophylax lessonae     | [ 21 ]  | VU        |
| weitere Bilder                                     | Teichfrosch, Wasserfrosch                                | Pelophylax kl. esculentus, Pelophylax „esculentus“, Syn.: Rana esculenta (Linnaeus, 1758) | Verbreitungskarte Pelophylax „esculentus“ |         | NT        |
| weitere Bilder                                     | Seefrosch                                                | Pelophylax ridibundus, Syn.: Rana ridibunda (Pallas, 1771)                                | Verbreitungskarte Pelophylax ridibundus   | [ 22 ]  | VU        |

## Reptilien– Reptilia
| Bild                                          | deutscher Name                                                                | wissenschaftlicher Name und Autor                             | Verbreitungsgebiet                                 | IUCN-RL | RL-Status |
| --------------------------------------------- | ----------------------------------------------------------------------------- | ------------------------------------------------------------- | -------------------------------------------------- | ------- | --------- |
| Ordnung: Schildkröten (Testudines)            |                                                                               |                                                               |                                                    |         |           |
| Familie: Neuwelt-Sumpfschildkröten (Emydidae) |                                                                               |                                                               |                                                    |         |           |
| weitere Bilder                                | Europäische Sumpfschildkröte                                                  | Emys orbicularis (Linnaeus, 1758)                             | Verbreitungskarte Emys orbicularis                 | [ 23 ]  | CR        |
| Familie: Schleichen (Anguidae)                |                                                                               |                                                               |                                                    |         |           |
| weitere Bilder                                | Blindschleiche, Westliche Blindschleiche                                      | Anguis fragilis Linnaeus, 1758                                | Verbreitungskarte Anguis fragilis                  | [ 24 ]  | NT        |
| Familie: Echte Eidechsen (Lacertidae)         |                                                                               |                                                               |                                                    |         |           |
| weitere Bilder                                | Zauneidechse                                                                  | Lacerta agilis Linnaeus, 1758                                 | Verbreitungskarte Lacerta agilis                   | [ 25 ]  | NT        |
| weitere Bilder                                | Östliche Smaragdeidechse                                                      | Lacerta viridis (Laurenti, 1768)                              | Verbreitungskarte Lacerta viridis, Farben 6 bis 10 | [ 26 ]  | EN        |
| weitere Bilder                                | Kroatische Gebirgseidechse                                                    | Iberolacerta horvathi (Méhely, 1904)                          |                                                    | [ 27 ]  | VU        |
| weitere Bilder                                | Bergeidechse, Waldeidechse, Mooreidechse                                      | Zootoca vivipara (Lichtenstein, 1823)                         | Verbreitungskarte Zootoca vivipara                 | [ 28 ]  | NT        |
| weitere Bilder                                | Mauereidechse                                                                 | Podarcis muralis (Laurenti, 1768)                             | Verbreitungskarte Podarcis muralis                 | [ 29 ]  | EN        |
| Familie: Nattern (Colubridae)                 |                                                                               |                                                               |                                                    |         |           |
| weitere Bilder                                | Ringelnatter                                                                  | Natrix natrix (Linnaeus, 1758)                                | Verbreitungskarte Natrix natrix                    | [ 30 ]  | NT        |
| weitere Bilder                                | Würfelnatter                                                                  | Natrix tessellata (Laurenti, 1768)                            | Verbreitungskarte Natrix tessellata                | [ 31 ]  | EN        |
| weitere Bilder                                | Schlingnatter, Glattnatter                                                    | Coronella austriaca Laurenti, 1768                            | Verbreitungskarte Coronella austriaca              | [ 32 ]  | VU        |
| weitere Bilder                                | Äskulapnatter                                                                 | Zamenis longissimus, Syn.: Elaphe longissima (Laurenti, 1768) | Verbreitungskarte Zamenis longissimus              | [ 33 ]  | NT        |
| Familie: Vipern (Viperidae)                   |                                                                               |                                                               |                                                    |         |           |
| weitere Bilder                                | Kreuzotter                                                                    | Vipera berus (Linnaeus, 1758)                                 | Verbreitungskarte Vipera berus                     | [ 34 ]  | VU        |
| weitere Bilder                                | Europäische Hornotter, Sandviper, Hornviper, Sandotter, Europäische Sandotter | Vipera ammodytes (Linnaeus, 1758)                             | Verbreitungskarte Vipera ammodytes                 | [ 35 ]  | CR        |
| weitere Bilder                                | Wiesenotter, Spitzkopfotter, Karstotter                                       | Vipera ursinii (Bonaparte, 1835)                              | Verbreitungskarte Vipera ursinii                   | [ 36 ]  | CR        |